# Garald

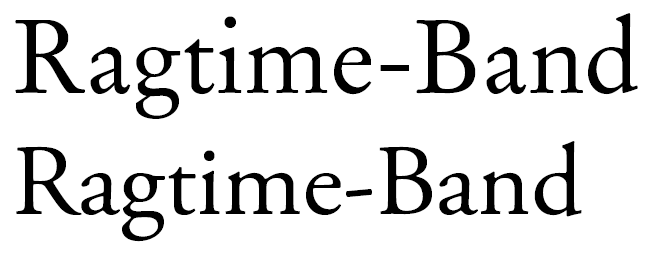
Typsnittet Garamond, här i två olika versioner, ingår i typsnittsfamiljen garald

Garald (av Garamond och Aldus), även mediaeval, medievalantikva, humanistantikva, diagonalantikva eller renässansantikva, är en typsnittsfamilj.
Benämningarna mediaeval och medievalantikva är en aningens missvisande, eftersom typsnittsfamiljen inte härstammar från medeltiden utan från renässansen.
Garalderna har sitt ursprung i 1400-talets Italien och känns igen på deras kalligrafi-inspirerade utseende, med diagonala ansvällningar, den minimala skillnaden mellan tunnare och tjockare linjer, de något rundare serifferna samt på teckenbildernas läsvänlighet.
Den kursiva snittvarianten hos garalderna är mycket inspirerad av kalligrafin.
Än i dag står sig denna grundform som den mest lämpade för sättning av längre texter. Typsnitt från vår egen tid avsedda för textsättning, som Berling antikva och Minion, bygger på samma bokstavsform.
Exempel på garalder är typsnitten Jenson, Garamond, Bembo, Goudy Old Style och Palatino.
Namnet garalder rekommenderas av SIS som benämning på typsnittsfamiljen.